# Menológio de Basílio II
O Menológio de Basílio II é um manuscrito iluminado que servia como calendário ou missal da Igreja Ortodoxa (um menologion) compilado por volta do ano 1000 para o imperador bizantino Basílio II (r. 976-1025). Sua característica principal são as 430 iluminuras, de oito artistas diferentes, que enfeitam as suas páginas, algo raro para os menológios da época.
Está abrigado atualmente na Biblioteca do Vaticano (Ms. Vat. gr. 1613).
Um facsimile foi produzido em 1907.

## Galeria

Iluminuras do Menológio de Basilio II
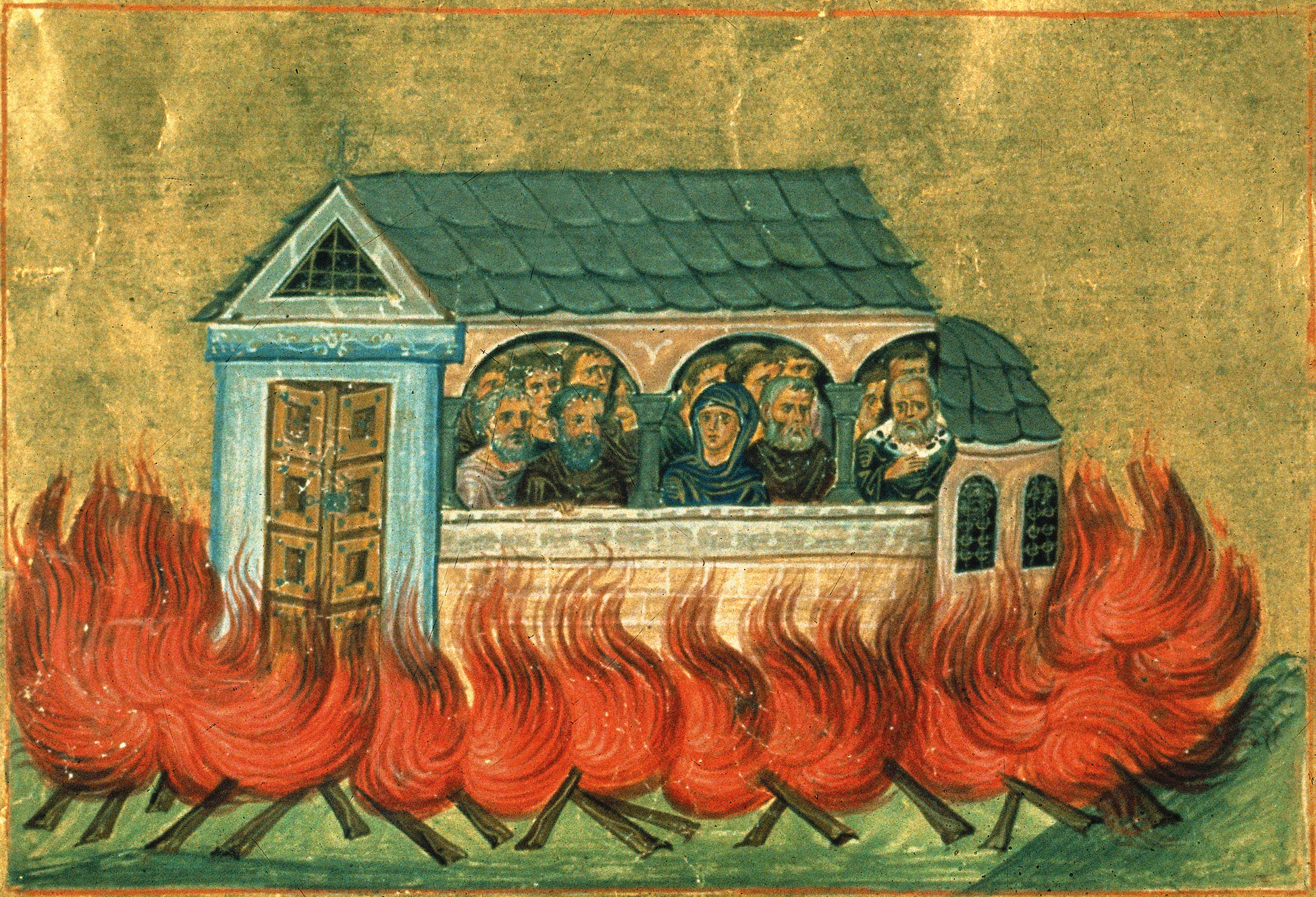
20 000 mártires de Nicomédia
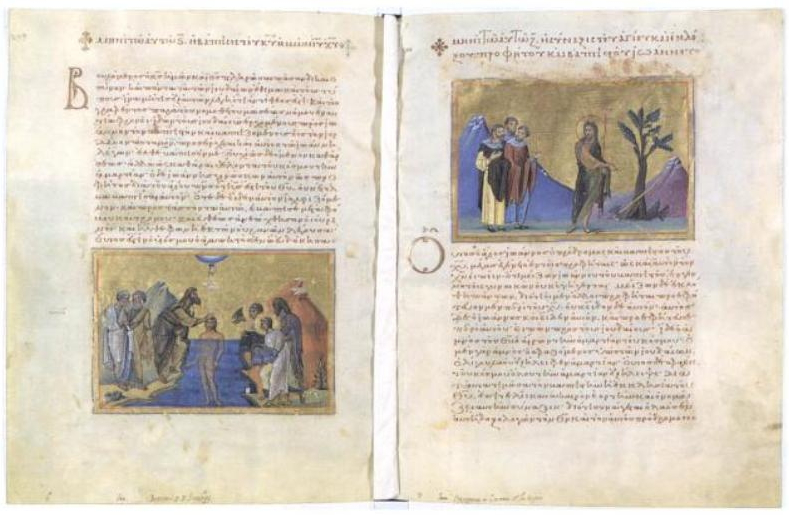
Página do manuscrito
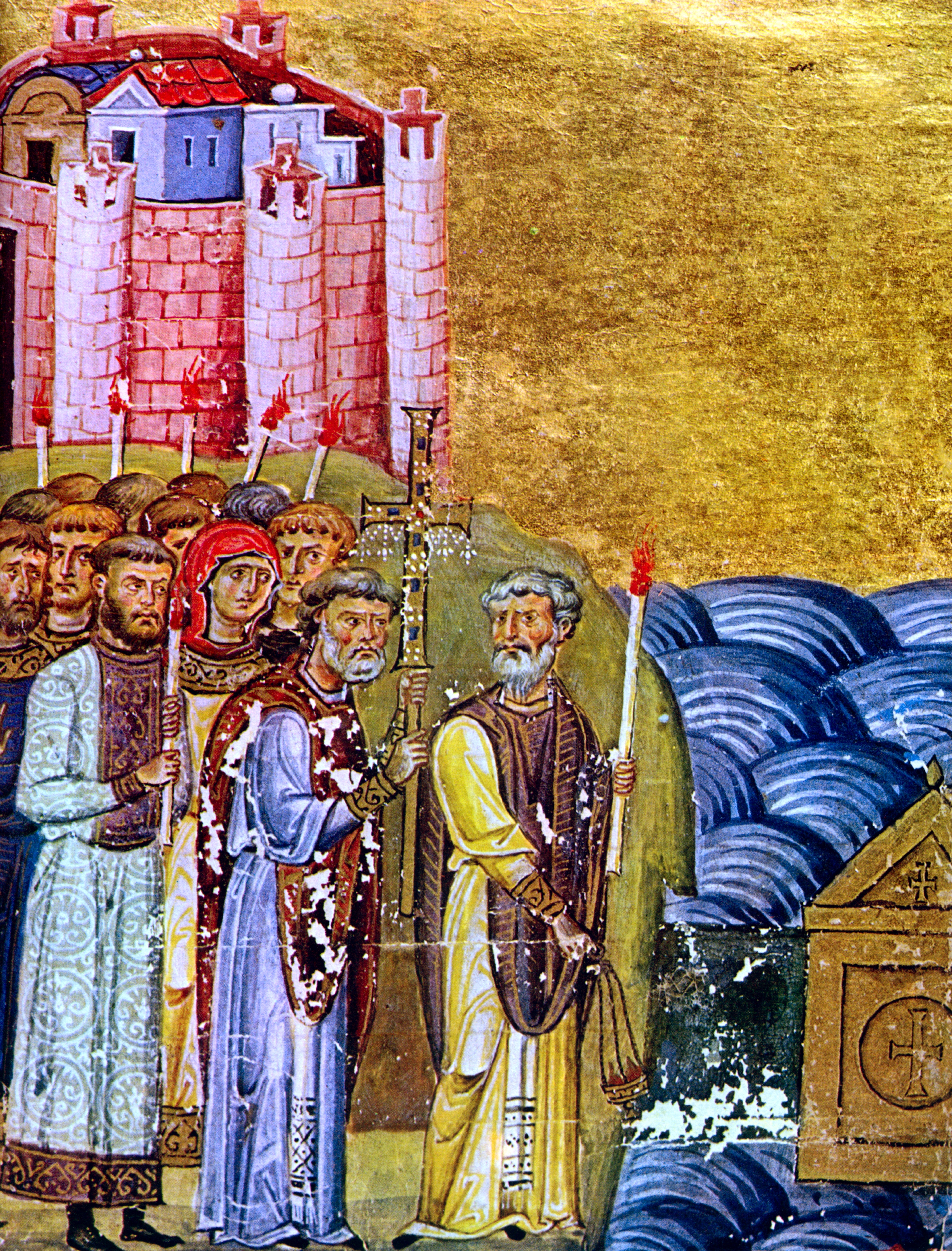
Santos Cirilo e Metódio
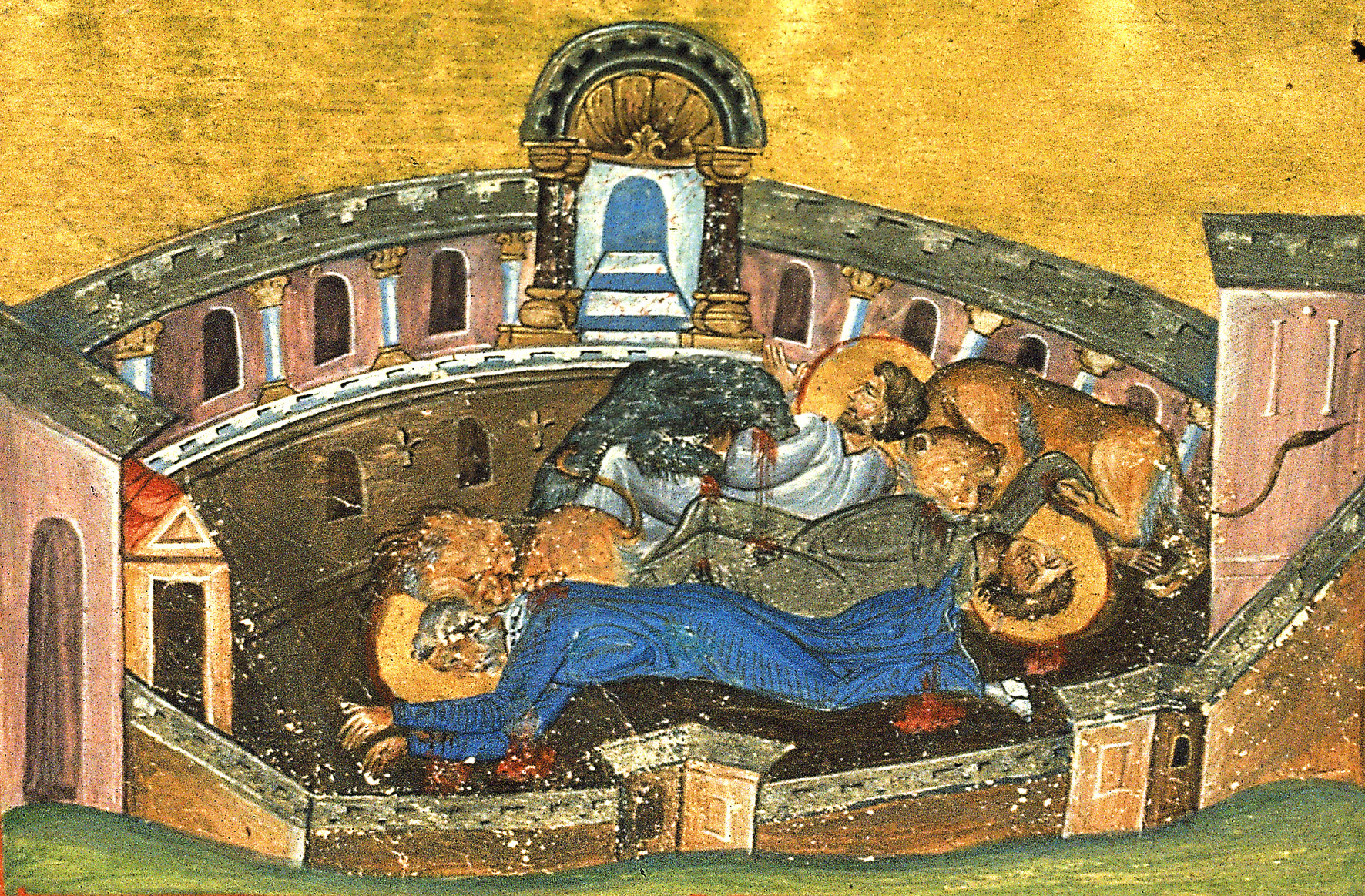
Mártires cristãos atirados às feras
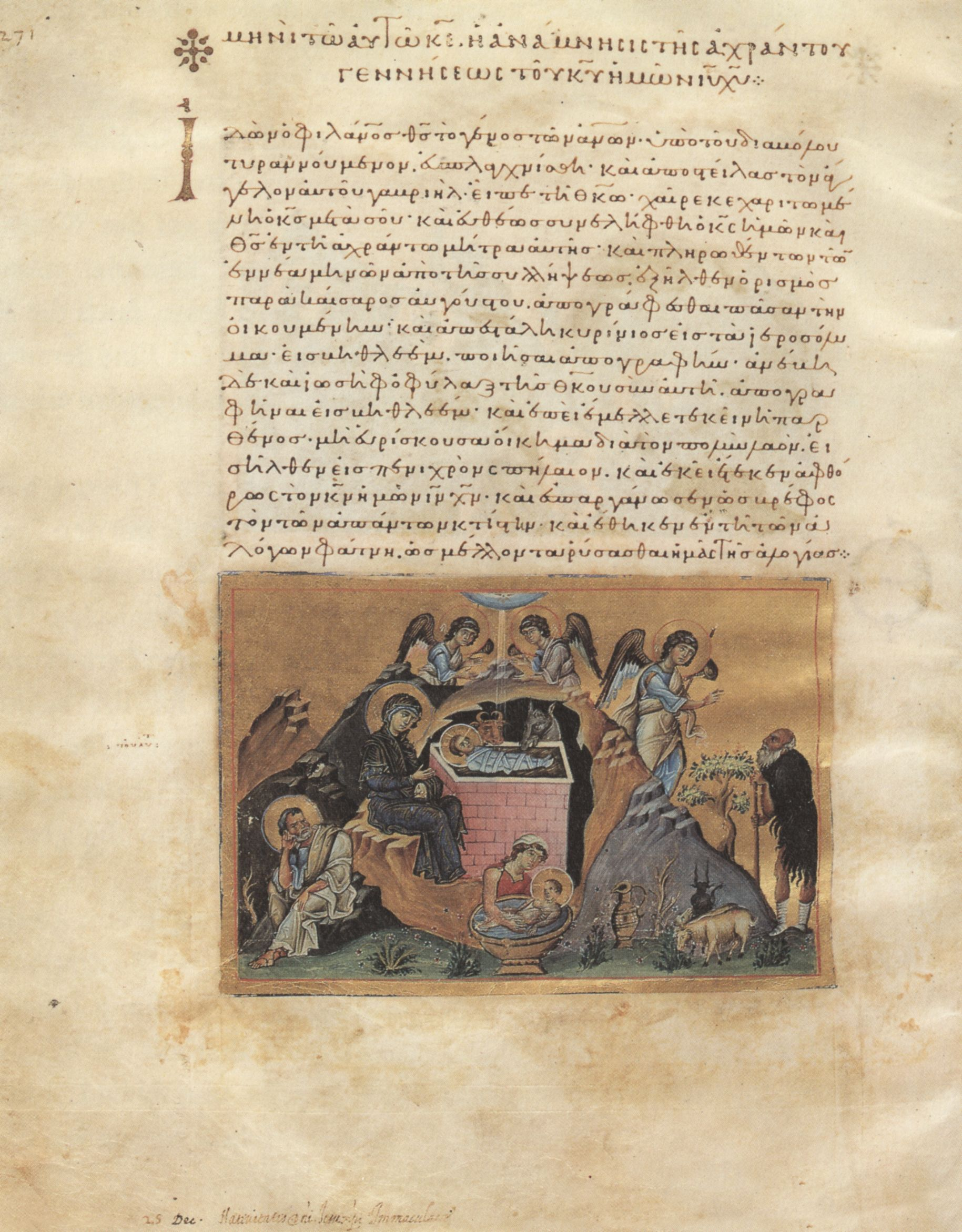
Página do manuscrito
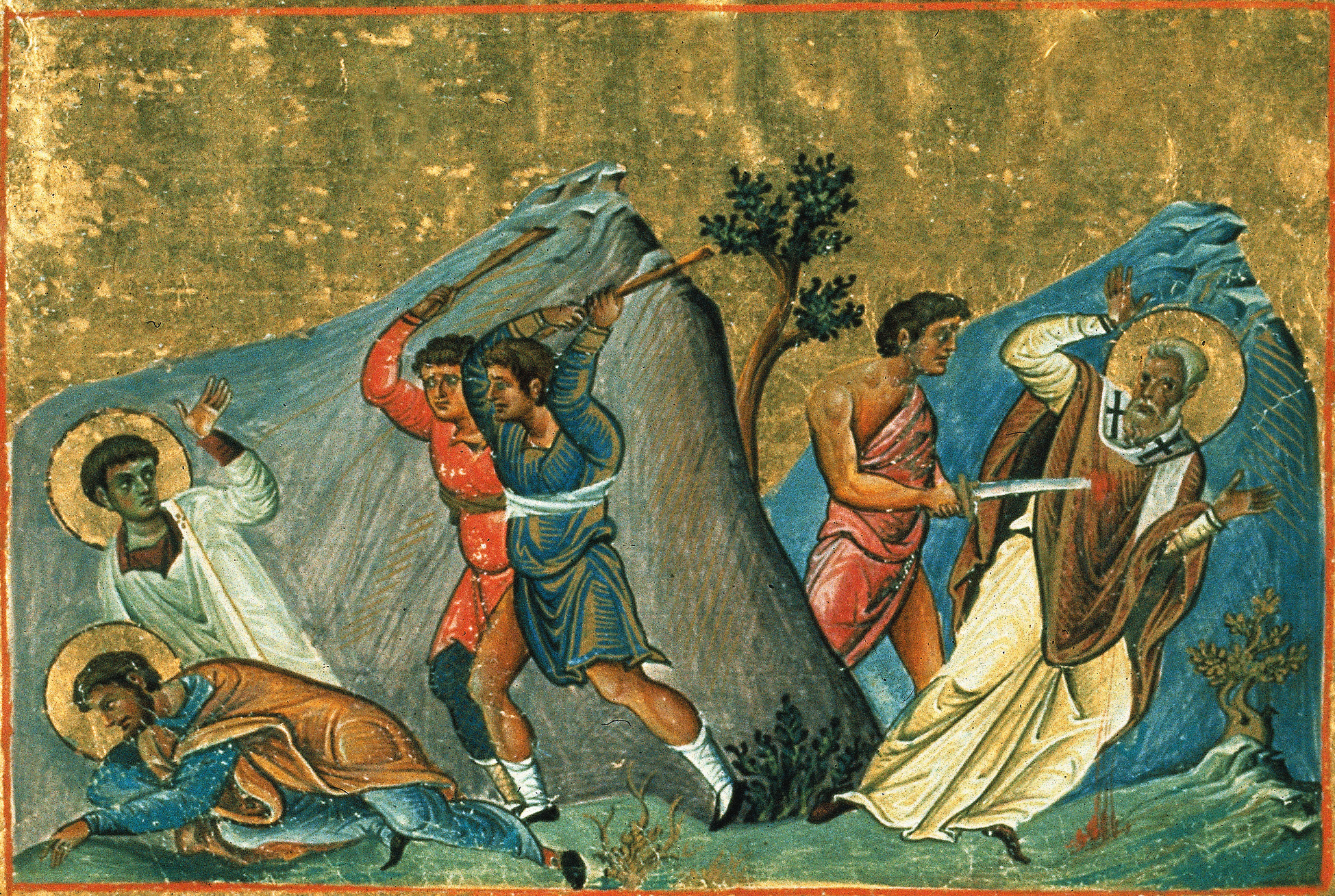
Mártires cristãos